# Zona rural

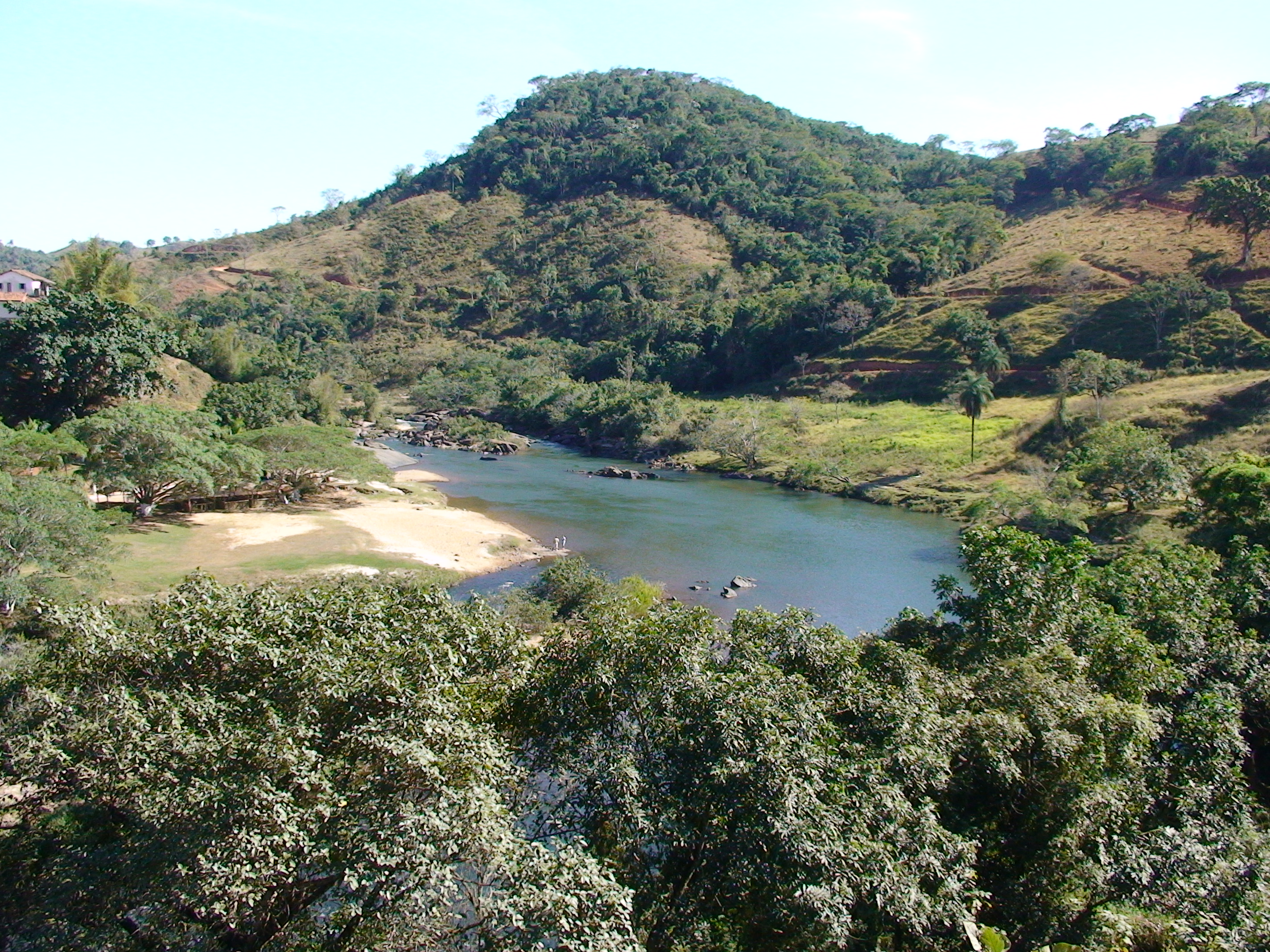
Zona rural da cidade de Santo Antônio do Rio Abaixo, interior de Minas Gerais.

Zona rural, meio rural ou campo é qualquer região geográfica não-classificada como zona urbana ou zona de Expansão Urbana, não-urbanizável ou destinada à limitação do crescimento urbano, utilizada em atividades agropecuárias, agroindustriais, extrativismo, silvicultura e/ou conservação ambiental.
Zonas rurais geralmente tem uma baixa densidade de população e pequenos assentamentos.
Embora tradicionalmente as zonas rurais tenham sido primariamente utilizadas para a agricultura ou pecuária, atualmente grandes superfícies podem estar protegidas como área de conservação (da flora, fauna ou outros recursos naturais), terras indígenas, reservas extrativistas, ou ter outra importância para a economia — como é o caso do turismo rural e do ecoturismo.